# Diseminirani plazmacitom
Diseminírani plazmacitóm (v tujini znan kot multípli mielóm in kot Kahlerjeva bolezen) je maligna novotvorba oz. maligni tumor limfocitov B, ki so skoraj dosegli zrelost plazmatk, odgovornih za tvorbo protiteles. Take celice imenujemo plazmocitomske celice. Pri diseminiranemu plazmacitomu se te celice kopičijo v kostnem mozgu, kjer izpodrivajo normalne krvne celice, pri večini primerov pa te celice v velikih količinah izločajo še nenormalna protitelesa ali njihove lahke verige; nenormalna protitelesa in njihove lahke verige označujemo s skupnim imenom proteini M oz. mielomski proteini.
Bolezen se najpogosteje kaže z bolečino na prizadetih kosteh, povišano ravnjo kalcija v krvi (hiperkalciemijo), slabokrvnostjo (anemijo), odpovedjo ledvic in pogostimi okužbami. Diseminirani plazmacitom je bolezen starejših ljudi, najpogosteje se pojavlja med 60. in 70. letom, nekoliko pogostejši je pri moških.
Diagnoza temelji na dokazovanju proteinov M v serumu ali urinu z elektroforezo, izvidu citološkega punktata ali biopsije kostnega mozga ter dokazovanju kostnih sprememb s slikovnimi preiskavami. Zdravljenje simptomatskih bolnikov je sestavljeno iz specifičnega, proti plazmacitomu usmerjenega zdravljenja (tj. kemoterapije) ter podpornega zdravljenja (npr. zdravljenje hiperkalciemije in slabokrvnosti).

## Epidemiologija
Diseminirani plazmacitom se v zahodnem svetu uvršča na drugo mesto med najpogostejšimi hematološkimi malignimi obolenji, takoj za ne-Hodgkinovim limfomom, vendar sodi v primerjavi z drugimi malignimi obolenji med razmeroma redka obolenja. Ocenjujejo, da se po celem svetu letno pojavi okoli 86.000 novih primerov bolezni (tj. 0,8 % vseh novih primerov rakov), okoli 63.000 ljudi pa umre (tj. 0,9 % vseh smrti zaradi raka). Najpogosteje se pojavlja v razvitih industrializiranih območjih Avstralije, Evrope, Severne Amerike in Nove Zelandije. V zahodnih državah naj bi se pojavnost (incidenca) skozi desetletja višala, medtem ko je v azijskih državah stabilna. Petletna razširjenost oz. prevalenca na Kitajskem je zelo nizka, tj. 1,3 na 100.000 prebivalcev. Nekatere študije sicer kažejo naraščanje incidence v azijskih državah; na Japonskem je od leta 1975 do 2010 starostno standardizirana incidenca pri moških porasla od 0,92 do 5,2, pri ženskah pa od 0,81 do 4,8 na 100.000 prebivalcev. V Združenih državah Amerike je leta 2005 umrlo okoli 11.000 ljudi, novo odkritih primerov (incidenca) pa je bilo okoli 16.000, tj. 5,6 primerov na 100.000 prebivalcev.
Glede na podatke iz leta 2012 se letna starostno standardizirana incidenca diseminiranega plazmacitoma in drugih imunoproliferativnih bolezni v Evropi giblje okoli 3,8 primerov na 100.000 prebivalcev, v državah Evropske unije (EU) pa okoli 4,5. Takratna petletna prevalenca oz. razširjenost je znašala okoli 76.000 primerov v EU in 89.000 primerov za celotno Evropo, umrljivost je bila 2,2 za Evropo in 2,5 za EU na 100.000 prebivalcev oz. 24.000 in 20.000 bolnikov, po vrstnem redu. Najvišjo stopnjo incidence diseminiranega plazmacitoma in drugih imunoproliferativnih bolezni v Evropi imajo Norveška, Francija in Irska (7,0, 6,6 in 6,1, po vrstnem redu), najnižjo pa Bosna in Hercegovina, Makedonija in Albanija (0,9, 0,9 in 0,5, po vrstnem redu). V Rusiji je ocenjena incidenca 1,7 na 100.000 prebivalcev, petletna prevalenca pa se giblje okoli 6.000 ljudi. V Sloveniji vsako leto odkrijejo okoli 120 bolnikov z diseminiranim plazmacitomom. Leta 2012 je bilo odkritih 131 novih primerov, skupno število vseh bolnikov je bilo 504, groba stopnja umrljivosti pa je bila 4,2 na 100.000 prebivalcev (tj. 87 bolnikov).
Diseminirani plazmacitom je bolezen starejših ljudi, najpogosteje se pojavlja med 60 in 70 letom starosti. Glede na podatke iz ameriške študije je bolezen redkokdaj diagnosticirana pred 40. letom starosti, nato pa incidenca strmo narašča do 84. leta in potem upade. V ruski študiji, ki je zajemala 170 bolnikov, je bila mediana starosti 61 let, razpon starosti pa od 42–86 let. Moški zbolevajo nekoliko pogosteje kot ženske.
Vzročne povezave so še vedno v veliki meri nejasne. Študije jasno kažejo, da je večja verjetnost za pojav bolezni prisotna pri naraščajoči starosti, moškem spolu, črni oz. negridni rasi ter pri družinski obremenjenosti, med možnimi dejavniki tveganja pa se omenjajo tudi debelost, prehrana z nizkim deležem rib ter zelenolistnate zelenjave, AIDS ter predhodna okužba s herpesvirusi. Glede poklicne izpostavljenosti barvilom za lase ter lesu in lesnemu prahu, preživljanja s kmetijskimi opravili ter kronične stimulacije imunskega sistema, kamor lahko prištevamo vplive okužb, avtoimunskih bolezni ter alergij, študije ne podajo enoznačnega odgovora oz. dajo pogosto nasprotujoče si rezultate. Izpostavljenost azbestu, organskim topilom (vključno z benzenom in trikloretilenom), pesticidom in sevanju ter pitje alkohola in kajenje tobaka naj ne bi bili dejavniki tveganja glede na izsledke nekaterih raziskav.

## Patofiziologija
Vzroka za nastanek diseminiranega plazmacitoma ne poznamo, vendar se med možnimi vzroki omenjajo kromosomske in genetske napake, sevanje in kemikalije.
Najpogosteje se pojavi v rdečem kostnem mozgu aksialnega skeleta, tj. hrbtenice, medenice, reber in lobanje, pa tudi stegnenice. Širjenje plazmocitomske mase ter izločanje citokinov, ki aktivirajo osteoklaste, povzroči razgradnjo lokalne kostnine, kar se na slikovnih preiskavah kaže kot osteolitična lezija. Poleg tega se zaradi pospešene razgradnje kostnine sprošča kalcij, kar vodi do hiperkalciemije, tj. do porasta ravni kalcija v krvi.
Diseminirani plazmacitom se vedno razvije iz predmalignega stanja, ki mu pravimo monoklonski imunoglobulin nedoločenega pomena (MINP), pri katerem so v laboratorijskih izvidih vidne nekoliko povišane vrednosti M proteinov, vendar je delež plazmocitomskih celic manjši od 10 %, opredeljujoči dejavniki za plazmacitom ali druge novotvorbe limfocitov B ter amiloidozo pa niso prisotni. Tveganje za preobrazbo MINP v diseminirani plazmacitom znaša približno 1 % na leto. Pri več kot polovici primerov plazmocitomskih celic, ki izločajo M proteine, gre za imunoglobuline IgG, pri petini gre za imunoglobuline IgA, le redko izločajo imunoglobuline IgD, najredkeje pa izločajo IgM, IgE ter dva različna razreda imunoglobulinov. Približno 40 % plazmocitomskih celic, ki izloča bodisi IgG bodisi IgA, izloča hkrati še lahke verige imunoglobulinov, tj. verige kapa (κ) in lambda (λ), ki jih imenujemo Bence Jonesove beljakovine, 15 % celic pa izloča samo lahke verige (t. i. Bence Jonesov plazmacitom). Celice izločajo samo eno zvrst lahkih verig, zaradi česar se spremeni količinsko razmerje med zvrstema verig. Pri približno 1 % bolnikov plazmocitomske celice proizvajajo monoklonske imunoglobuline, vendar jih ne izločajo v kri; gre za nesekretorno obliko plazmacitoma, pri kateri je okrnjeno ledvično delovanja redkejše, delež normalnih imunoglobulinov pa je višji.
Zaradi neposrednih učinkov Bence Jonesovih beljakovin na tubulne celice, poapnitve ledvic (nefrokalcinoze) zaradi hiperkalciemije ter sekundarne amiloidoze (odlaganja netopnih beljakovinskih skupkov) se pojavi odpoved ledvic. Ta je deloma vzrok za slabokrvnost, saj ledvice tvorijo hormon eritropoetin, ki spodbuja nastajanje rdečih krvničk (eritropoezo), deloma pa je to posledica zavrtja tvorbe celic zaradi razraščanja tumorja v kostnem mozgu. Sekundarna amiloidoza se pojavi pri 10–25 % primerov, predvsem pri izločanju verig lambda.
Veliko količina protiteles v krvi poveča njeno viskoznost, kar povzroči t. i. sindrom hiperviskoznosti krvi, ki se kaže z motnjami krvnega obtoka in strjevanja krvi. Motnje v strjevanju krvi so posledica motenega delovanja krvnih ploščic (trombocitov), ki so obloženi s protitelesi ter medsebojnih vplivov med protitelesi in dejavniki (faktorji) strjevanja I, II, V, VII in VIII, dodatno pa k temu prispeva trombocitopenija (zmanjšano število trombocitov) zaradi spodrivanja tumorske mase v kostnem mozgu.
Povečana dovzetnost za okužbe je v glavnem posledica spodrivanja normalnih belih krvničk v kostnem mozgu, kar privede do nevtropenije (zmanjšanja števila nevtrofilcev), ki so bistven del nespecifičnega imunskega odziva, in zmanjšanja števila normalnih plazmatk. Plazmocitomske celice namreč izločajo le monoklonska protitelesa, ki so neučinkovita proti patogenim mikrobom, kar pojasni paradoksno oslabljeno specifično imunost navkljub velikemu številu protiteles. Večina mikrobov, ki povzročijo okužbe, so enkapsulirane bakterije, kar sovpada z oslabljeno specifično imunostjo s protitelesi.

## Klinična slika
Najpogostejši znaki diseminiranega plazmacitoma so vztrajajoča bolečina v kosteh, predvsem v predelu križa in prsnega koša, odpoved ledvic ter ponavljajoče se okužbe. Veliko bolnikov je sicer odkritih na osnovi rutinskih laboratorijskih preiskavah, ki pokažejo povišane vrednosti beljakovin v krvi ali urinu. Pogosti so patološki zlomi kosti, sesedanje hrbteničnih vretenc pa lahko utesni hrbtenjačo ter povzroči ohromitev nog (paraplegijo).
Okužbe prizadenejo mnogo bolnikov z diseminiranim plazmacitomom in so vodilni vzrok smrti, prevladujejo pa predvsem pljučnice, pielonefritisi (gnojna vnetja ledvic), cistitisi (vnetja sečnega mehurja) ter sinusitisi (vnetja obnosnih votlin). Nagnjenost k okužbam je posledica pridobljene okvare imunskega sistem v okviru bolezni, pomemben del pa prispevata tako intenzivna terapija, ki dodatno zavre delovanje imunskega sistema, kot tudi sáma starost (družbena izolacija, upad kognitivnih funkcij, oslabitev delovanja različnih organskih sistemov ipd.). Poleg okvare delovanja limfocitov B, ki se kaže kot hipogamaglobulinemija, naj bi bili pomembni mehanizmi za nagnjenost k okužbam tudi okvare delovanja dendritičnih celic, limfocitov T in naravnih celic ubijalk, vendar je trenutno nejasno, kateri od navedenih mehanizmov je najbolj bistven. Hipogamaglobulinemija je povezana z okužbami z enkapsuliranimi bakterijami, kot sta Streptococcus pneumoniae (pnevmokok) in Haemophilus influenzae.
Novejša zdravila in načini zdravljenja (npr. talidomid, lenalidomid, bortezomib ter presaditve KMC) so sicer bistveno izboljšali prognozo bolezni, vendar so se ob tem pojavile tudi nove okužbe, ki pred tem niso bile običajno povezane z boleznijo, npr. okužbe s citomegalovirusom (CMV), virusom herpesa simpleksa, virusom noric (virus varicella zoster, VZV) ter z glivami iz rodov Aspergillus ter Fusarium. Dodatne težave predstavljajo npr. globoka venska tromboza na mestu centralnega venskega katetra (pogosta pri talidomidu in lenalidomidu), ki lahko privede do septičnega tromboflebitisa, ter okvara obkrajnega živčevja ali periferna nevropatija (pogosta pri talidomidu, lenalidomidu ter bortezomibu), ki predstavlja tveganje za poškodbo, okužbo mehkih tkiv ter poznejše napredovanje v vnetje kosti in kostnega mozga (osteomielitis). Zdravljenje s kombinacijo melfalana in glukokortikoida je povezano s povečano dovzetnostjo za okužbo s S. pneumonie, zlatim stafilokokom (S. aureus) ter E. coli, poleg tega glukokortikoidi prispevajo k nagnjenosti za kandidiazo ter okužbo s herpesvirusi. Bortezomib je povezan s porastom okužb s herpesvirusi. Resne pozne zaplete po avtologni presaditvi KMC lahko povzročijo okužbe s Clostridium difficile, virusom noric, citomegalovirusom ter Pneumocystis jiroveci.
Odpoved ledvic, ki prav tako pomembno prispeva k obolevnosti, se pojavi pri 20–40 % novo odkritih primerih bolezni. Umrljivost pri bolnikih z akutno odpovedjo ledvic je bistveno večja in lahko doseže tudi do 30 % v prvih dveh mesecih po odpovedi. Odpoved ledvic dodatno zaplete zdravljenje zaradi oteženega odmerjanja zdravil, poleg tega so bolniki bolj nagnjeni k okužbam in elektrolitskemu neravnovesju. To zahteva med drugim podaljšano hospitalizacijo, kar bistveno poslabša kvaliteto življenja.
Pri nekaterih bolnikih prevladuje klinična slika slabokrvnosti (omotičnost, utrujenost, bleda koža in sluznice, občutek težjega dihanja, hiperdinamični krvni obtok), pri nekaterih pa se kaže simptomatika hiperkalciemije (slabost, bruhanje in bolečine v trebuhu, psihiatrične motnje, predvsem depresija, povečano odvajanje vode (poliurija) in žeja) in/ali sindroma hiperviskoznosti krvi (krvavitve na koži in sluznicah, motnje zavesti, glavobol, šumenje v ušesih, motnje vida in periferna nevropatija).

## Diagnoza
Na diseminirani plazmacitom se posumi pri bolnikih, starejših od 40 let, s stalno prisotno bolečino, še posebej ponoči ter v mirovanju, drugo tipično simptomatiko (npr. ponavljajoče se okužbe in slabokrvnost) ali na podlagi nerazložljivih izvidov laboratorijskih preiskav, kot so povišane vrednosti beljakovin v krvi ali urinu, hiperkalciemija, slabokrvnost, porast dušikovih retentov (sečnine in kreatinina) ter zmanjšanje glomerulne filtracije (oGF), kar kaže na odpoved ledvic.

### Diagnostična merila
Simptomatsko bolezen ločimo od asimptomatske po deležu klonskih plazmatk, ki mora biti večji od 10 %, okvari tarčnih organov ter po označevalcih malignosti. Okvaro tarčnih organov si lahko zapomnimo po kratici HALO, ki pomeni hiperkalciemija (kalcij v serumu več kot 2,75 mmol/L), anemija (vrednost hemoglobina manj kot 100 g/L), ledvično popuščanje (oGF manj kot 40 ml/min ali kreatinin v serumu večji kot 173 mmol/L) ter osteoliza, ugotovljena s slikovnimi preiskavami (pri deležu klonskih plazmatk, manjšim od 10 %, mora biti prisotna več kot ena sprememba). Na malignost kažejo delež plazmatk, večji od 60 %, količnik med lahkimi verigami, ki mora biti večji od 100, koncentracija prizadete verige pa večja od 100 mg/L, ter več kot ena sprememba, ugotovljena z magnetnoresonančnim slikanjem (MRI), ki mora biti večja od 5 mm.

### Laboratorijske preiskave
Med osnovne laboratorijske preiskave pri multiplem mielomu spadajo celotna krvna slika, ocena delovanja ledvic (dušikovi retenti in ocena glomerulne filtracije) in določitev kalcija, laktatne dehidrogenaze (LDH) in sečne kisline v serumu ter sedimentacije eritrocitov (SR). Presejalna metoda za ugotavljanje monoklonskih imunoglobulinov (MIg) v serumu ali urinu je elektroforeza, s katero lahko določimo tudi koncentracijo teh beljakovin v serumu. Vedno bolj se uveljavlja določanje prostih lahkih verig v serumu ter določanje razmerja med verigami κ in λ, lahko pa se jih določi neposredno v urinu s 24-urnim zbiranjem tega ali posredno z izračunom razmerja med monoklonskimi imunoglobulini in kreatininom. Za napoved bolezni sta pomembni koncentraciji albuminov ter beta-2 mikroglobulina v serumu.
Krvna slika lahko pokaže normocitno in normokromno slabokrvnost (tj. rdeče krvničke normalne oblike in barve z normalno koncentracijo hemoglobina), nevtropenijo in/ali trombocitopenijo. Sedimentacija eritrocitov je lahko pospešena, navadno več kot 100 mm/h, še posebej pri plazmacitomih, ki izločajo IgG in IgA, medtem ko je pri Bence Jonesonovih plazmacitomih običajno normalna. Ob pospešeni sedimentaciji eritrocitov najdemo tudi skupke 3–12 eritrocitov, zlepljenih v obliki svežnjev; te skupke imenujemo rouleau. Pogosto so zvišani tudi dušikovi retenti, sečna kislina ter LDH. Hiperkalciemija je prisotna pri desetini bolnikov.

### Analiza kostnega mozga
Analiza tankoigelne punkcije kostnega mozga lahko zadošča za diagnozo, vendar priporočajo biopsijo kostnega mozga, s katero se lahko bolje oceni stopnjo infitracije (vdiranja) tumorja v okolice ter je izhodišče za kasnejšo oceno uspešnosti zdravljenja. Plazmocitomske celice se od normalnih, zrelih plazmatk ločijo po rahlejši in svetlejši citoplazmi sivomodre barve, jedrca so običajno večja in svetlejša, v citoplazmi nekaterih celic lahko najdemo t. i. Russelova telesca, ki so sestavljena iz sprijetih imunoglobulinov (zaradi česar se intenzivno barvajo z eozinom). Sorodna njim so Dutcherjeva telesca, ki so dejansko deli citoplazme s sprijetimi imunoglobulini, ki so uvihani (invaginirani) v jedro celice.
Imunofenotipizacija pokaže, da plazmocitomske celice izgubijo antigena CD19 in CD20, pridobijo pa CD38 in CD138. Enake antigene najdemo tudi pri plazmocelularni levkemiji, vendar rakave celice pri levkemiji pogosteje izražajo CD20 in so negativne za antigene CD56, CD 117 ter HLA-DR. Kromosomske nepravilnosti najdemo pri 30–40 %, pri napredovanju bolezni tudi do 70 % bolnikov. Po priporočilu Evropske mielomske mreže so ključne citogenetske spremembe določene translokacije med 4. in 14. ter 14. in 16. kromosomom (t(4;14), t(14;16)), delecija na krajši ročici 17. kromosoma (17p13) ter nenormalnosti na 1. kromosomu (1q21+ in del(1p)), po nekaterih virih pa so neugodne spremembe tudi delecija daljše ročice 7. kromosoma (del(7q)), ki je povezana z neodzivnostjo na zdravljenje s citostatiki, ter translokacija med 14. in 20. kromosomom (t(14;20)) in delna delecija na daljši ročici 13. kromosoma (del(13q14)).

### Slikovne preiskave
Rentgensko slikanje (RTG) skeleta je zlati standard za oceno prizadetosti kosti. Naredimo t. i. plazmacitomsko serijo, pri kateri slikamo lobanjo v stranski projekciji, celotno hrbtenico v dveh projekcijah ter nadlahtnici, prsni koš (tj. praktično rebra), medenico in gornjo tretjino stegnenic v sprednji (AP) projekciji. Za natančnejši prikaz sumljivih sprememb na kosteh se uporablja računalniška tomografija (CT), ki je tudi zlati standard za ocenjevanje stabilnosti sesedenih vretenc in ugotavljanje grozečih zlomov. V zadnjem času se namesto plazmocitomske serije uporablja CT celega telesa z majhnim odmerkom sevanja, ki bolje pokaže zgodnje osteolitične spremembe. Oceno prizadetosti mehkih tkiv omogoča magnetnoresonančno slikanje (MRI), kar je uporabno predvsem pri oceni morebitne utesnitve hrbtenjače. Pozitronska emisijska tomografija (PET) omogoča prikaz tako skeletne kot zunajkostne oz. ekstramedularne razširjenosti in s tem boljšo izhodiščno oceno ter boljše spremljanje zdravljenja, vendar je težko dostopna.
V eni od slovenskih študij je bilo v obdobju enega leta zajetih 77 bolnikov z diseminiranim plazmacitomom, pri katerih se je skeletno prizadetost ocenjevalo s slikovnimi preiskavami. Osteoporoza in osteopenija je bila ugotovljena pri četrtini bolnikov, osteolitične spremembe pri 17 %, bolezenski prelomi oz. patološke frakture pri 35 %, pri drugi četrtini pa ni bilo ugotovljenih nobenih sprememb na okostju.

## Zdravljenje
Pred zdravljenjem je treba opredeliti bolnikove klinične in osebnostne lastnosti ter izključiti asimptomatsko oz. indolentno ter solitarno obliko in MINP, ki ne potrebujejo sistemskega zdravljenja, ekstramedularna oblika pa je pomembna pri upoštevanju uspešnosti zdravljenja. Zdravljenje v grobem ločimo na specifično, se pravi proti plazmacitomu usmerjeno zdravljenje oz. kemoterapijo, ter podporno oz. simptomatsko zdravljenje, kot je zdravljenje slabokrvnosti (anemije). Sámo usmerjeno zdravljenje ločimo še na indukcijsko, uvodno oz. začetno ter konsolidacijsko (nadaljevalno) zdravljenje, po potrebi mu sledi vzdrževalno zdravljenje. Temelj zdravljenja je trenutno avtologna presaditev krvotvornih matičnih celic (PKMC) oz. presaditev bolnikovih lastnih celic, kar pa ni vedno mogoče glede na bolnikovo klinično stanje in starost. Tako je smiselno ločevanje na bolnike, ki so primerni za zdravljenje s PKMC, in bolnike, ki za to niso primerni.

### Zdravljenje s PKMC
Za zdravljenje s PKMC so okvirno primerni bolniki do starosti 70 let, čeprav je pomembna predvsem »biološka« starost ter delovanje ključnih organskih sistemov. Indukcijsko zdravljenje vključuje štiri skupine zdravil, in sicer imunomodulacijska zdravila (npr. talidomid, lenalidomid in pomalidomid), zaviralce proteosomov (npr. bortezomib, karfilzomib, ixazomib), alkilirajoče (ciklofosfamid) in antraciklinske citostatike (doksorubicin in epirubicin) ter kortikosteroide (deksametazon). Trenutne smernice velevajo kombiniranje treh različnih skupin zdravil. V Sloveniji se najpogosteje uporabljata shemi bortezomib-talidomid-deksametazon (VTD) ter bortezomib-ciklofosfamid-deksametazon (VCD). Metaanaliza je pokazala, da je shema VTD boljša pri doseganju popolnih in zelo dobrih delnih odgovorov, poleg tega pa je pojav hujših neželenih učinkov manjši. Po drugi strani se pri omenjeni shemi pogosto pojavlja periferna polinevropatija, tj. okvara obkrajnega živčevja, zato je shema VCD primernejša za bolnike, ki že imajo razvito polinevropatijo ali pa obstaja verjetnost za to, npr. pri sladkorni bolezni. Pri shemi VTD je treba prilagoditi odmerke v primeru sindroma hiperviskoznosti, pri shemi VCD pa v primeru ledvičnega odpovedovanja. Možni shemi sta še bortezomib-doksorubicin-deksametazon (PAD) ter lenalidomid-bortezomib-deksametazon (RVD). V nekaterih državah uporabljajo nekoliko drugačno shemo zdravljenja pri bolnikih, primernih za PKMC, kot je shema ciklofosfamid-talidomid-deksametazon (CTD) v Združenem kraljestvu. Starejša shema zdravljenja je bila sestavljena iz vinkristina, doksorubicina in deksametazona (VAD). Indukcijsko zdravljenje vključuje običajno 3 ali 4 kroge zdravljenja.
Temu sledi zbiranje krvotvornih matičnih celic (KMC). Če smo pri indukcijskem zdravljenju dosegli vsaj delni odgovor, potem stimuliramo sproščanje celic samo z granulocitne kolonije stimulirajočim faktorjem (G-CSF), kot sta filgrastim in pegfilgrastim, če pa je odgovor slab, potem pa kombiniramo ciklofosfamid in G-CSF. Za avtologno PKMC je treba zbrati vsaj 2,0 × 106 celic/kg telesne teže. Pri bolnikih, mlajših od 65 let, poskusimo zbrati zadostno število KMC za tri presaditve, pri starejših od 65 let za dve presaditvi, pri tistih na meji s 70 leti pa za eno presaditev. V stroki trenutno velja dogovor, da se PKMC izvede takoj po končanem indukcijskem zdravljenju. Po opravljeni avtologni PKMC bolnik prejme še nekaj nadaljevalnih krogov zdravljenja po enaki shemi kot pri indukciji. Temu lahko dodamo še vzdrževalno zdravljenje z zdravili, kot so talidomid, lenalidomid in bortezomib, vendar si strokovnjaki glede tega niso enotni. Alogenična PKMC, kjer celice pridobimo iz primernega, sorodnega darovalca, ima trenutno mesto samo v kliničnih raziskavah, z izjemo skupine bolnikov z visokim napovednim tveganjem, ki so v dobrem telesnem stanju in imajo sorazmerno majhno tumorsko breme.

### Zdravljenje brez PKMC
Odločitev, da bolnik ni primeren za zdravljenje s PKMC, temelji na individualni oceni, ki vključuje biološko starost, delovanje ključnih organskih sistemov, pridružene bolezni ter socialne in psihološke vidike. V Sloveniji je standard indukcijskega zdravljenja shema melfalan-prednizolon/deksametazon-bortezomib, ki zajema devet krogov. Enakovredno učinkovito je kontinuirano zdravljenje po shemi lenalidomid-deksametazon (Len/Dex), katere prednosti so tudi primernost pri bolnikih s periferno polinevropatijo oz. z veliko verjetnostjo za njen nastanek (bortezomib ima namreč tudi nevrotoksični učinek) ter zdravljenje v domačem okolju in s tem redkejši obiski v bolnišnici. Druge možne sheme za indukcijsko zdravljenje so še že omenjeni shemi VCD in VTD ter melfalan-prednizolon/deksametazon-talidomid (MPT), včasih tudi kombinacija dveh zdravil, bortezomib-deksametazon. Starejša shema VAD v Sloveniji praktično ni več v uporabi.  Odločitev za vzdrževalno zdravljenje je individualna v nekaterih primerih, trenutno pa je največ podatkov na voljo za shemo melfalan-prednizolon-lenalidomid (MPR) ter za že omenjeno shemo Len/Dex.

### Ponovitev bolezni
Pri ponovitvi oz. relapsu bolezni je treba ločiti med biokemičnim relapsom in kliničnim relapsom. Biokemični relaps ne kaže simptomatike in ne zahteva zdravljenja, temveč le pogostejše spremljanje v ambulanti, razen v nekaterih primerih, kot so neugodna citogenetika celic, agresiven potek ob začetku bolezni in veliko tveganje za okvaro organskih sistemov. Klinični relaps vedno zahteva zdravljenje. Če ima bolnik shranjene KMC in je od presaditve minilo vsaj eno leto, je ponovna presaditev dobra izbira; dlje, kot je preteklo od prve presaditve, večja je možnost uspeha zdravljenja s ponovno presaditvijo. Opravimo jo lahko tudi brez predhodnega uvodnega zdravljenja, še posebej, če je potek bolezni hiter, čakalna doba na poseg pa predolga. Če ponovna presaditev ni možna, potem je smiselno zdravljenje s skupino zdravil, ki ni bila uporabljena pri predhodnem indukcijskem zdravljenju; tukaj je treba omeniti možnost uporabe alkilirajočega citostatika bendamustina ter novejših zaviralcev proteosomov, kot sta karfilzomib in ixazomib.

### Simptomatsko zdravljenje
Med simptomatsko zdravljenje spada zdravljenje skeletne prizadetosti, ledvičnega odpovedovanja, hiperviskoznega sindroma, anemije ter preprečevanje okužb.
Skeletna prizadetost je po nekaterih podatkih prisotna pri približno 85 % bolnikov. Velja, da bolnikom s simptomatsko oz. aktivno boleznijo dajemo bisfosfonate, ki zmanjšujejo izgubo kostnine, ne glede na prisotnost skeletne prizadetosti. Na voljo sta zolendronat (Zometa®) in pamidronat (Pamitor®), ki sta primerljiva glede učinkovitosti, vendar ima zolendronat škodljivejši učinek na ledvice, poleg tega obstaja večja verjetnost za nastanek aseptične nekroze čeljusti. Če skeletna prizadetost vztraja kljub zdravljenju osnovne bolezni in protibolečinskim zdravilom, je ena od možnosti kirurško zdravljenje prizadete kosti, če pa to ni mogoče, potem pa se obseva prizadeti in boleči del z odmerkom 10–30 Gy. Obseva se tudi grozeči prelom kosti ter tumorsko maso, ki pritiska na hrbtenjačo.
Hiperkalciemijo zdravimo z obilnim nadomeščanjem tekočin ob dodatku diuretika (kot je furosemid), lahko še z bisfosfonati in kalcitoninom, redkeje s kortikosteroidi. Akutno odpoved ledvic je treba nemalokrat zdraviti še s hemodializo. Ob zdravljenju se iz tumorskih celic sproščajo velike količine odpadnih snovi, med katerimi je treba omeniti sečno kislino, ki lahko v velikih koncentracijah povzroči odpoved ledvic, zato bolniku dajemo alopurinol, ki zmanjša nastajanje te snovi. Hiperviskozni sindrom zdravimo s takojšnjo plazmaferezo. Bakterijske okužbe zdravimo z antibiotiki, preventivno lahko damo poliklonske intravenske imunoglobuline (IVIG), dokler si bolnikov imunski sistem ne opomore, pri nevtropeniji lahko dodamo še G-CSF. Preventivno pred bakterijskimi okužbami lahko dajemo fluorokinolone, za preventivo pred P. jiroveci trimetoprim-sulfametoksazol, pri preteklih okužbah s C. dificille pa metronidazol. Pred kandidiazo lahko preventivno damo flukonazol (Diflucan®), pred aspergilozo pa je treba dati posakonazol (Noxafil®). Tipična situacija, kjer lahko pričakujemo hudo nevtropenijo in s tem veliko ogroženost za okužbo, je mobilizacija KMC s ciklofosfamidom za namene presaditve, zato evropske smernice priporočajo antibiotično zaščito s fluorokinoloni, kot je ciprofloksacin, ter protiglivično (antimikotično) zaščito, kjer pa so izsledki raziskav manj prepričljivi, čeprav naj bi imeli boljše preživetje tisti bolniki, ki prejemajo posakonazol. Bolniki, ki jih zdravimo z bortezomibom, preventivno dajemo aciklovir (Virolex®) ali valaciklovir (Valtrex®) zaradi možnosti reaktivacije okužb s herpesvirusi. Glede cepljenja bolnikov proti gripi, pnevmokoku in H. influenzae si stroka ni enotna.
V primeru slabokrvnosti, ki je pridruženo odpovedi ledvic, je priporočljivo zdravljenje z eritropoetinom, ki spodbuja nastajanje rdečih krvničk (eritrocitov). Pri vseh bolnikih, ki jih zdravimo z imunomodulacijskimi zdravili, moramo preprečevati zaplete zaradi nastajanja strdkov v žilah (tj. tromboze). Pri večini zadošča jemanje aspirina, nekateri pa morajo prejemati nizkomolekularni heparin ali varfarin. Nekatere študije omenjajo pojav sekundarnih rakavih obolenj pri zdravljenju z lenalidomidom. Imunomodulacijska zdravila imajo teratogeni učinek, zato je nosečnost odsvetovana.

## Uspešnost zdravljenja in prognoza
Uspešnost zdravljenja praviloma ocenjujemo na podlagi koncentracije MIg v serumu ali izločanja v urinu. Metoda sicer ni primerna pri približno 10 % bolnikov, saj je že ob pričetku zdravljenja njihova koncentracija MIg na meji občutljivosti preiskave, zato v tem primeru določamo proste lahke verige (PLV) v serumu. Če tudi ta metoda ne zadostuje, preostane samo še spremljanje deleža plazmocitomskih celic.
Tako ločimo popolni odgovor (angl. complete response, CR), zelo dober delni odgovor (angl. very good partial response, VGPR), delni odgovor (angl. partial response, PR), napredovanje bolezni (angl. progressive disease, PD) in stabilno bolezen (angl. stabile disease, SD), pri čemer sta potrebni dve zaporedni meritvi kazalcev. Sledeča tabela prikazuje kriterije za opredelitev odgovorov.
| Odgovor                         | Merila odgovora |
| ------------------------------- | --- |
| Popolni odgovor (CR)            | ⦁ MIg ne smejo biti prisotni v serumu ali urinu, alternativno mora biti količnik PLV normalen ⦁ ekstramedularni infiltrati ne smejo biti prisotni ⦁ v kostnem mozgu ne sme biti več kot 5 % plazmatk |
| Zelo dober delni odgovor (VGPR) | ⦁ koncentracija MIg v serumu se mora zmanjšati za vsaj 90 % ali pa mora biti koncentracijah v urinu manj od 100 mg/24 ur ⦁ alternativa je več kot 90 % zmanjšanje razmerja med prizadeto in neprizadeto PLV |
| Delni odgovor (PR)              | ⦁ koncentracija MIg se mora zmanjšati za polovico, PLV pa za 90 % oz. na manj kot 200 mg/24 ur ⦁ če so MIg nemerljivi, mora biti razmerje med PLV manj kot 50 % ⦁ če so tudi PLV nemerljive, se mora delež plazmatk v kostnem mozgu zmanjšati za polovico (pri čemer mora biti izhodiščni delež več kot 30 %) ⦁ velikost morebitnih ekstramedularnih infiltratov se mora zmanjšati za več kot polovico                                              |
| Napredovanje bolezni (PD)       | ⦁ 25 % porast kazalcev od najnižje vrednosti, pri čemer morajo biti absolutni porasti: – več kot 5 g/L za MIg v serumu – več kot 200 mg v 24-urnem urinu za PLV – 10 % porast deleža plazmatk – pri ocenjevanju relevantnosti 25 % dviga količnika med PLV mora biti absolutni porast več kot 100 mg ⦁ pojav novih kostnih ali ekstramedularnih sprememb oz. povečanje že obstoječih sprememb ⦁ pojav hiperkalciemije ob izključitvi drugih vzrokov |
| Stabilna bolezen (SD)           | ⦁ odsotnost meril za prej naštete odgovore |

Uspešnost zdravljenja se ocenjuje na rednih kontrolah v razmikih od 1–2 mesecev. Stanje asimptomatskih bolnikov spremljamo na 3 mesece.
Diseminirani plazmacitom je neozdravljiva bolezen, vendar je potek različen. Pri nekaterih bolnikih je potek počasen in živijo tudi več kot 10 let, medtem ko nekateri navkljub zdravljenju umrejo že po nekaj mesecih ali celo tednih. Za napoved bolezni uporabljamo mednarodni sistem za razvrščanje v stadije (angl. International Staging System, ISS), kjer sta neodvisna napovedna dejavnika koncentracija albuminov in beta-2 mikroglobulina v serumu. V zadnjih letih uporabljamo dodelan sistem, kjer se upošteva tudi neugodne citogenetske spremembe, predvsem t(4;14), del17p, del17p13 in amp1q21. Tako ločimo tri skupine, in sicer skupino z majhnim, srednjim in visokim tveganjem, mediane preživetja pa so <10 let, 7 let in 2 leti. Poseben primer je diseminirani plazmacitom, ki izloča IgE imunoglobuline, saj je verjetnost napredovanja diseminiranega plazmacitoma v plazmocelularno levkemijo večja v primerjavi s plazmacitomi, ki izločajo druge razrede imunoglobulinov. Omenjena vrsta levkemije ima agresivnejši potek, mediana preživetja pa je le od 6 do 8 mesecev.